# Eleições parlamentares europeias de 1989 no distrito de Setúbal
| Eleições parlamentares europeias de 1989 Distritos: Aveiro \| Beja \| Braga \| Bragança \| Castelo Branco \| Coimbra \| Évora \| Faro \| Guarda \| Leiria \| Lisboa \| Portalegre \| Porto \| Santarém \| Setúbal \| Viana do Castelo \| Vila Real \| Viseu \| Açores \| Madeira \| Estrangeiro |

## Resultados por concelho
Os resultados nos concelhos do Distrito de Setúbal foram os seguintes:

### Alcácer do Sal
| Partido                 | Partido                                         | Votos  | %               | +/-   |
| ----------------------- | ----------------------------------------------- | ------ | --------------- | ----- |
|                         | Coligação Democrática Unitária                  | 3 337  | 46,13 / 100,00  | 4,17  |
|                         | Partido Socialista                              | 1 745  | 24,12 / 100,00  | 7,04  |
|                         | Partido Social Democrata                        | 1 015  | 14,03 / 100,00  | 3,37  |
|                         | Centro Democrático Social                       | 310    | 4,29 / 100,00   | 1,08  |
|                         | União Democrática Popular                       | 131    | 1,81 / 100,00   | 0,10  |
|                         | Partido Comunista dos Trabalhadores Portugueses | 118    | 1,63 / 100,00   | 1,02  |
|                         | Partido Socialista Revolucionário               | 96     | 1,33 / 100,00   | 0,17  |
|                         | Outros (com menos de 1,00%)                     | 233    | 3,21 / 100,00   |       |
| Votos Inválidos         | Votos Inválidos                                 | 249    | 3,44 / 100,00   | 0,11  |
| Total                   | Total                                           | 7 234  | 100,00 / 100,00 |       |
| Eleitorado/Participação | Eleitorado/Participação                         | 13 362 | 54,14 / 100,00  | 19,58 |

### Alcochete
| Partido                 | Partido                         | Votos | %               | +/-   |
| ----------------------- | ------------------------------- | ----- | --------------- | ----- |
|                         | Coligação Democrática Unitária  | 2 042 | 42,76 / 100,00  | 10,14 |
|                         | Partido Socialista              | 1 231 | 25,77 / 100,00  | 4,97  |
|                         | Partido Social Democrata        | 614   | 12,86 / 100,00  | 8,39  |
|                         | Centro Democrático Social       | 336   | 7,04 / 100,00   | 0,05  |
|                         | União Democrática Popular       | 110   | 2,30 / 100,00   | 0,02  |
|                         | Partido Popular Monárquico      | 103   | 2,16 / 100,00   | 0,02  |
|                         | Movimento Democrático Português | 69    | 1,44 / 100,00   | 0,79  |
|                         | Outros (com menos de 1,00%)     | 116   | 2,44 / 100,00   |       |
| Votos Inválidos         | Votos Inválidos                 | 155   | 3,25 / 100,00   | 1,24  |
| Total                   | Total                           | 4 776 | 100,00 / 100,00 |       |
| Eleitorado/Participação | Eleitorado/Participação         | 8 887 | 53,74 / 100,00  | 20,72 |

### Almada
| Partido                 | Partido                         | Votos   | %               | +/-   |
| ----------------------- | ------------------------------- | ------- | --------------- | ----- |
|                         | Coligação Democrática Unitária  | 22 443  | 33,39 / 100,00  | 5,76  |
|                         | Partido Socialista              | 16 859  | 25,08 / 100,00  | 4,94  |
|                         | Partido Social Democrata        | 12 769  | 19,00 / 100,00  | 5,35  |
|                         | Centro Democrático Social       | 6 441   | 9,58 / 100,00   | 1,16  |
|                         | Movimento Democrático Português | 1 905   | 2,83 / 100,00   | 1,92  |
|                         | Partido Popular Monárquico      | 1 678   | 2,50 / 100,00   | 0,98  |
|                         | União Democrática Popular       | 1 327   | 1,97 / 100,00   | 0,12  |
|                         | Outros (com menos de 1,00%)     | 1 746   | 2,59 / 100,00   |       |
| Votos Inválidos         | Votos Inválidos                 | 2 053   | 3,05 / 100,00   | 1,21  |
| Total                   | Total                           | 67 221  | 100,00 / 100,00 |       |
| Eleitorado/Participação | Eleitorado/Participação         | 130 904 | 51,35 / 100,00  | 19,76 |

### Barreiro
| Partido                 | Partido                         | Votos  | %               | +/-   |
| ----------------------- | ------------------------------- | ------ | --------------- | ----- |
|                         | Coligação Democrática Unitária  | 19 124 | 49,13 / 100,00  | 7,39  |
|                         | Partido Socialista              | 8 238  | 21,16 / 100,00  | 3,23  |
|                         | Partido Social Democrata        | 4 838  | 12,43 / 100,00  | 5,45  |
|                         | Centro Democrático Social       | 2 153  | 5,53 / 100,00   | 0,60  |
|                         | Movimento Democrático Português | 1 021  | 2,62 / 100,00   | 1,75  |
|                         | União Democrática Popular       | 790    | 2,03 / 100,00   | 0,29  |
|                         | Partido Popular Monárquico      | 693    | 1,78 / 100,00   | 0,48  |
|                         | Outros (com menos de 1,00%)     | 858    | 2,21 / 100,00   |       |
| Votos Inválidos         | Votos Inválidos                 | 1 209  | 3,11 / 100,00   | 1,23  |
| Total                   | Total                           | 38 924 | 100,00 / 100,00 |       |
| Eleitorado/Participação | Eleitorado/Participação         | 71 227 | 54,65 / 100,00  | 18,68 |

### Grândola
| Partido                 | Partido                                         | Votos  | %               | +/-   |
| ----------------------- | ----------------------------------------------- | ------ | --------------- | ----- |
|                         | Coligação Democrática Unitária                  | 3 900  | 50,58 / 100,00  | 6,68  |
|                         | Partido Socialista                              | 1 412  | 18,31 / 100,00  | 3,51  |
|                         | Partido Social Democrata                        | 1 379  | 17,88 / 100,00  | 3,94  |
|                         | Centro Democrático Social                       | 353    | 4,58 / 100,00   | 0,29  |
|                         | Partido Comunista dos Trabalhadores Portugueses | 124    | 1,61 / 100,00   | 0,96  |
|                         | União Democrática Popular                       | 105    | 1,36 / 100,00   | 0,01  |
|                         | Outros (com menos de 1,00%)                     | 260    | 3,37 / 100,00   |       |
| Votos Inválidos         | Votos Inválidos                                 | 178    | 2,31 / 100,00   | 0,33  |
| Total                   | Total                                           | 7 711  | 100,00 / 100,00 |       |
| Eleitorado/Participação | Eleitorado/Participação                         | 13 377 | 57,64 / 100,00  | 18,89 |

### Moita
| Partido                 | Partido                                         | Votos  | %               | +/-   |
| ----------------------- | ----------------------------------------------- | ------ | --------------- | ----- |
|                         | Coligação Democrática Unitária                  | 12 467 | 51,59 / 100,00  | 8,56  |
|                         | Partido Socialista                              | 4 290  | 17,75 / 100,00  | 3,49  |
|                         | Partido Social Democrata                        | 3 150  | 13,04 / 100,00  | 5,08  |
|                         | Centro Democrático Social                       | 1 297  | 5,37 / 100,00   | 1,07  |
|                         | União Democrática Popular                       | 849    | 3,51 / 100,00   | 0,35  |
|                         | Movimento Democrático Português                 | 490    | 2,03 / 100,00   | 0,99  |
|                         | Partido Popular Monárquico                      | 295    | 1,22 / 100,00   | 0,15  |
|                         | Partido Comunista dos Trabalhadores Portugueses | 247    | 1,02 / 100,00   | 0,45  |
|                         | Outros (com menos de 1,00%)                     | 406    | 1,68 / 100,00   |       |
| Votos Inválidos         | Votos Inválidos                                 | 673    | 2,79 / 100,00   | 0,61  |
| Total                   | Total                                           | 24 164 | 100,00 / 100,00 |       |
| Eleitorado/Participação | Eleitorado/Participação                         | 47 385 | 51,00 / 100,00  | 20,98 |

### Montijo
| Partido                 | Partido                                         | Votos  | %               | +/-   |
| ----------------------- | ----------------------------------------------- | ------ | --------------- | ----- |
|                         | Coligação Democrática Unitária                  | 4 592  | 32,22 / 100,00  | 6,36  |
|                         | Partido Socialista                              | 3 602  | 25,27 / 100,00  | 5,77  |
|                         | Partido Social Democrata                        | 3 055  | 21,43 / 100,00  | 8,11  |
|                         | Centro Democrático Social                       | 1 370  | 9,61 / 100,00   | 0,34  |
|                         | Partido Popular Monárquico                      | 291    | 2,04 / 100,00   | 0,14  |
|                         | União Democrática Popular                       | 235    | 1,65 / 100,00   | 0,12  |
|                         | Partido Comunista dos Trabalhadores Portugueses | 185    | 1,30 / 100,00   | 0,69  |
|                         | Movimento Democrático Português                 | 159    | 1,12 / 100,00   | 0,66  |
|                         | Partido Socialista Revolucionário               | 143    | 1,00 / 100,00   | 0,25  |
|                         | Outros (com menos de 1,00%)                     | 154    | 1,08 / 100,00   |       |
| Votos Inválidos         | Votos Inválidos                                 | 468    | 3,28 / 100,00   | 1,06  |
| Total                   | Total                                           | 14 254 | 100,00 / 100,00 |       |
| Eleitorado/Participação | Eleitorado/Participação                         | 31 826 | 44,79 / 100,00  | 22,82 |

### Palmela
| Partido                 | Partido                                         | Votos  | %               | +/-   |
| ----------------------- | ----------------------------------------------- | ------ | --------------- | ----- |
|                         | Coligação Democrática Unitária                  | 5 588  | 38,24 / 100,00  | 9,67  |
|                         | Partido Socialista                              | 3 578  | 24,49 / 100,00  | 5,68  |
|                         | Partido Social Democrata                        | 2 872  | 19,65 / 100,00  | 7,75  |
|                         | Centro Democrático Social                       | 954    | 6,53 / 100,00   | 0,87  |
|                         | União Democrática Popular                       | 247    | 1,69 / 100,00   | 0,18  |
|                         | Partido Popular Monárquico                      | 221    | 1,51 / 100,00   | 0,23  |
|                         | Movimento Democrático Português                 | 197    | 1,35 / 100,00   | 0,78  |
|                         | Partido Comunista dos Trabalhadores Portugueses | 162    | 1,11 / 100,00   | 0,59  |
|                         | Partido Socialista Revolucionário               | 153    | 1,05 / 100,00   | 0,09  |
|                         | Outros (com menos de 1,00%)                     | 145    | 1,00 / 100,00   |       |
| Votos Inválidos         | Votos Inválidos                                 | 496    | 3,39 / 100,00   | 0,58  |
| Total                   | Total                                           | 14 613 | 100,00 / 100,00 |       |
| Eleitorado/Participação | Eleitorado/Participação                         | 33 072 | 44,19 / 100,00  | 26,80 |

### Santiago do Cacém
| Partido                 | Partido                                         | Votos  | %               | +/-   |
| ----------------------- | ----------------------------------------------- | ------ | --------------- | ----- |
|                         | Coligação Democrática Unitária                  | 5 237  | 38,71 / 100,00  | 2,81  |
|                         | Partido Socialista                              | 3 180  | 23,51 / 100,00  | 6,02  |
|                         | Partido Social Democrata                        | 2 511  | 18,56 / 100,00  | 2,98  |
|                         | Centro Democrático Social                       | 1 165  | 8,61 / 100,00   | 1,33  |
|                         | Partido Popular Monárquico                      | 203    | 1,50 / 100,00   | 0,53  |
|                         | Partido Comunista dos Trabalhadores Portugueses | 199    | 1,47 / 100,00   | 0,94  |
|                         | União Democrática Popular                       | 176    | 1,30 / 100,00   | 0,03  |
|                         | Partido Socialista Revolucionário               | 169    | 1,25 / 100,00   | 0,34  |
|                         | Outros (com menos de 1,00%)                     | 276    | 2,04 / 100,00   |       |
| Votos Inválidos         | Votos Inválidos                                 | 412    | 3,05 / 100,00   | 0,20  |
| Total                   | Total                                           | 13 528 | 100,00 / 100,00 |       |
| Eleitorado/Participação | Eleitorado/Participação                         | 25 932 | 52,17 / 100,00  | 22,92 |

### Seixal
| Partido                 | Partido                         | Votos  | %               | +/-   |
| ----------------------- | ------------------------------- | ------ | --------------- | ----- |
|                         | Coligação Democrática Unitária  | 15 131 | 37,51 / 100,00  | 8,12  |
|                         | Partido Socialista              | 10 075 | 24,97 / 100,00  | 5,05  |
|                         | Partido Social Democrata        | 7 163  | 17,76 / 100,00  | 6,82  |
|                         | Centro Democrático Social       | 3 441  | 8,53 / 100,00   | 1,62  |
|                         | Movimento Democrático Português | 963    | 2,39 / 100,00   | 1,67  |
|                         | Partido Popular Monárquico      | 773    | 1,92 / 100,00   | 0,49  |
|                         | União Democrática Popular       | 627    | 1,55 / 100,00   | 0,27  |
|                         | Outros (com menos de 1,00%)     | 869    | 2,16 / 100,00   |       |
| Votos Inválidos         | Votos Inválidos                 | 1 301  | 3,22 / 100,00   | 1,10  |
| Total                   | Total                           | 40 343 | 100,00 / 100,00 |       |
| Eleitorado/Participação | Eleitorado/Participação         | 79 409 | 50,80 / 100,00  | 23,24 |

### Sesimbra
| Partido                 | Partido                         | Votos  | %               | +/-   |
| ----------------------- | ------------------------------- | ------ | --------------- | ----- |
|                         | Coligação Democrática Unitária  | 3 387  | 30,64 / 100,00  | 5,42  |
|                         | Partido Socialista              | 2 877  | 26,03 / 100,00  | 5,79  |
|                         | Partido Social Democrata        | 2 417  | 21,87 / 100,00  | 4,25  |
|                         | Centro Democrático Social       | 900    | 8,14 / 100,00   | 2,09  |
|                         | Movimento Democrático Português | 279    | 2,52 / 100,00   | 0,84  |
|                         | Partido Popular Monárquico      | 203    | 1,84 / 100,00   | 0,66  |
|                         | União Democrática Popular       | 156    | 1,41 / 100,00   | 0,18  |
|                         | Outros (com menos de 1,00%)     | 355    | 3,21 / 100,00   |       |
| Votos Inválidos         | Votos Inválidos                 | 479    | 4,33 / 100,00   | 1,21  |
| Total                   | Total                           | 11 053 | 100,00 / 100,00 |       |
| Eleitorado/Participação | Eleitorado/Participação         | 21 432 | 51,57 / 100,00  | 24,23 |

### Setúbal
| Partido                 | Partido                           | Votos  | %               | +/-   |
| ----------------------- | --------------------------------- | ------ | --------------- | ----- |
|                         | Coligação Democrática Unitária    | 12 775 | 30,17 / 100,00  | 5,73  |
|                         | Partido Socialista                | 10 884 | 25,70 / 100,00  | 6,68  |
|                         | Partido Social Democrata          | 9 123  | 21,55 / 100,00  | 5,84  |
|                         | Centro Democrático Social         | 4 219  | 9,96 / 100,00   | 0,32  |
|                         | Partido Popular Monárquico        | 1 003  | 2,37 / 100,00   | 0,91  |
|                         | União Democrática Popular         | 944    | 2,23 / 100,00   | 0,61  |
|                         | Movimento Democrático Português   | 811    | 1,92 / 100,00   | 1,25  |
|                         | Partido Socialista Revolucionário | 445    | 1,05 / 100,00   | 0,26  |
|                         | Outros (com menos de 1,00%)       | 825    | 1,95 / 100,00   |       |
| Votos Inválidos         | Votos Inválidos                   | 1 314  | 3,10 / 100,00   | 0,98  |
| Total                   | Total                             | 42 343 | 100,00 / 100,00 |       |
| Eleitorado/Participação | Eleitorado/Participação           | 83 528 | 50,69 / 100,00  | 23,99 |

### Sines
| Partido                 | Partido                         | Votos | %               | +/-   |
| ----------------------- | ------------------------------- | ----- | --------------- | ----- |
|                         | Coligação Democrática Unitária  | 1 991 | 42,59 / 100,00  | 4,99  |
|                         | Partido Socialista              | 1 088 | 23,27 / 100,00  | 6,91  |
|                         | Partido Social Democrata        | 757   | 16,19 / 100,00  | 4,86  |
|                         | Centro Democrático Social       | 306   | 6,55 / 100,00   | 1,35  |
|                         | União Democrática Popular       | 87    | 1,86 / 100,00   | 0,20  |
|                         | Movimento Democrático Português | 86    | 1,84 / 100,00   | 0,68  |
|                         | Partido Popular Monárquico      | 62    | 1,33 / 100,00   | 0,96  |
|                         | Outros (com menos de 1,00%)     | 143   | 3,06 / 100,00   |       |
| Votos Inválidos         | Votos Inválidos                 | 155   | 3,32 / 100,00   | 0,01  |
| Total                   | Total                           | 4 675 | 100,00 / 100,00 |       |
| Eleitorado/Participação | Eleitorado/Participação         | 9 780 | 47,80 / 100,00  | 22,82 |